# Bayreuther Osterfestival
Das Bayreuther Osterfestival ist ein Musikfestival, das jährlich an Ostern an historischen Orten in Bayreuth in Bayern stattfindet. Der Erlös der Benefiz-Konzerte geht zu Gunsten krebskranker Kinder.

## Geschichte
Gründer ist Ulrich Schubert, der das Festival 1994 unter Mitwirkung von August Everding, dem australischen Dirigenten Sir Charles Mackerras und Andreas Göldel ins Leben gerufen hat.
Zweck ist die Hilfe für krebskranke Kinder in der Region durch Spenden aus den Erlösen der Benefizkonzerte, die Förderung junger Musiker durch Auftritte im Markgräflichen Opernhauses und anderen markgräflichen Bauwerken sowie internationale Verständigung durch das gemeinsame Musizieren.

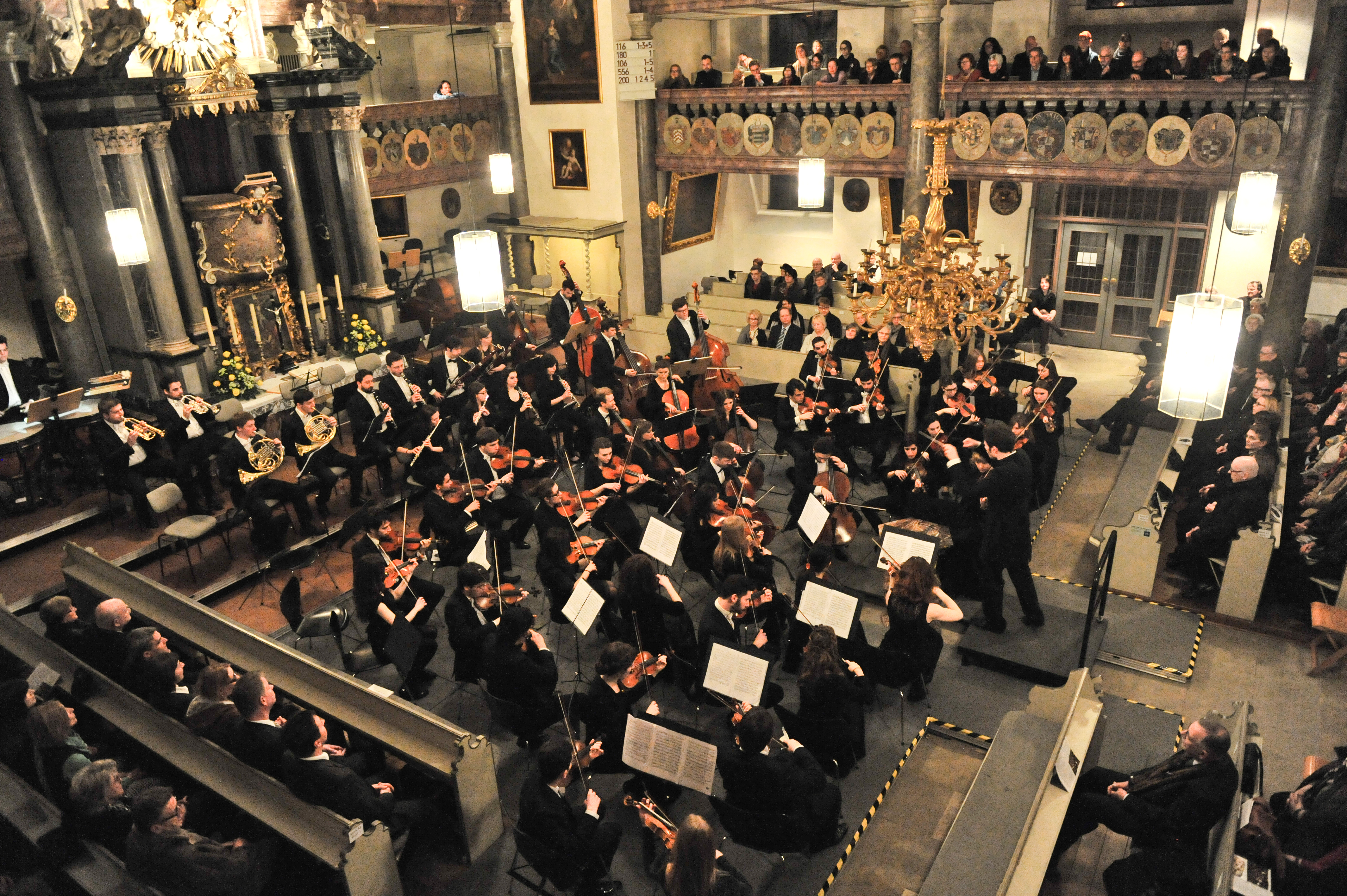
Das große Symphonieorchester in der Ordenskirche St. Georgen in Bayreuth, Foto: G. Büchner

Salieri-Oper 2007 im Markgräflichen Opernhaus

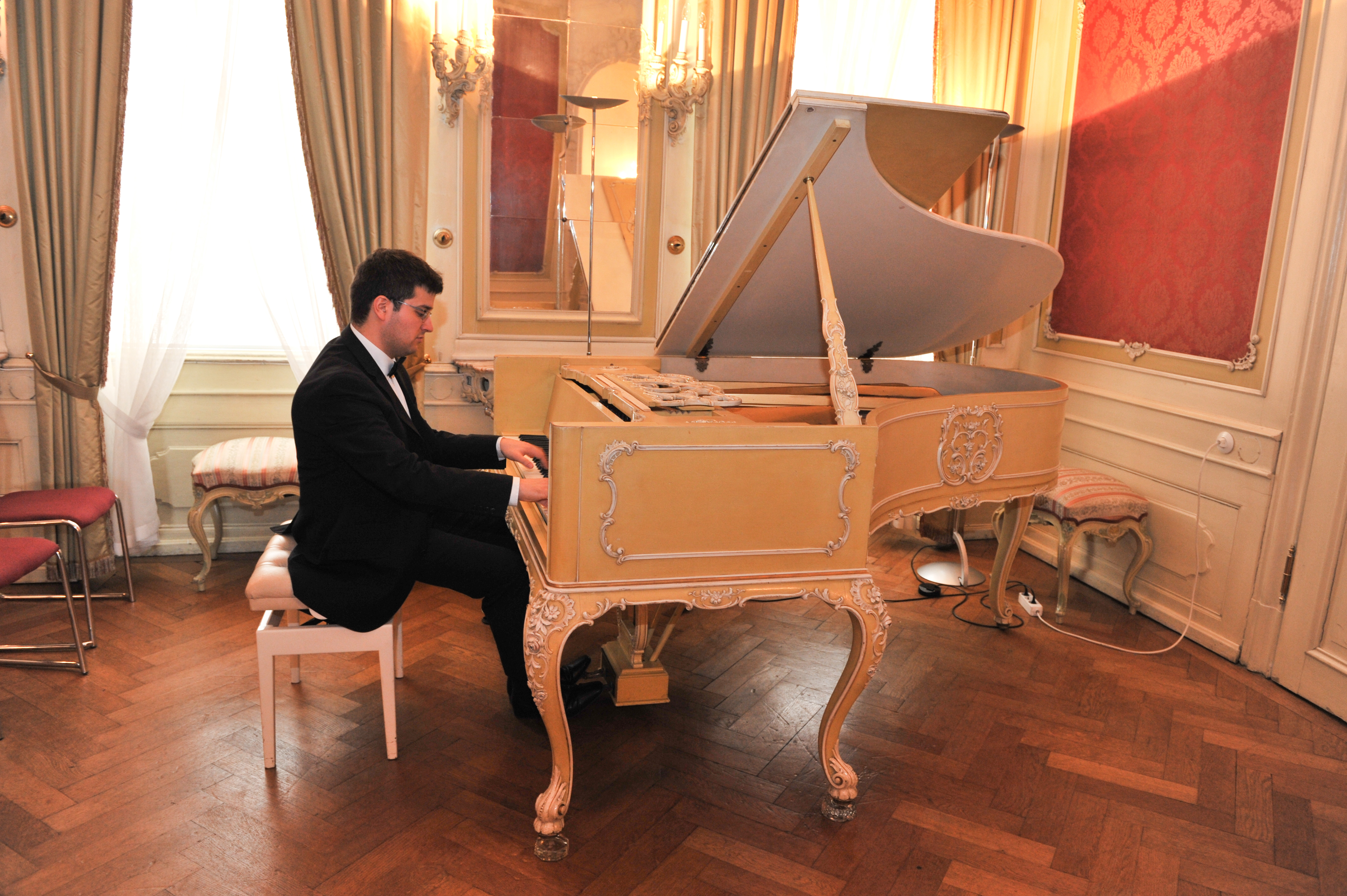
Florian Mitrae am Liszt-Flügel bei Steingraeber, Foto: G. Büchner

Seither hat sich das Festival ausgehend von den Symphoniekonzerten der Internationalen Jungen Orchesterakademie im Markgräflichen Opernhaus ausgeweitet auf die Gattungen Symphonie- und Kammermusik, geistliche Oratorien, Orgelkonzerte, Jazz- und Salonorchester-Konzerte. 2007 wurde auch das Genre Oper mit Antonio Salieris Prima la musica e poi le parole, das unter der musikalischen Leitung von Christoph Ulrich Meier, dem Tannhäuser-Dirigenten der Bayreuther Festspiele 2007, im Markgräflichen Opernhaus in einer szenischen Erstaufführung einer Neu-Edition in deutscher Sprache dargeboten wurde, in die Veranstaltungs-Struktur des Festivals integriert. 2008 wurde Iphigenie auf Tauris von Christoph Willibald Gluck als zweites Opernprojekt durchgeführt. Georg Friedrich Händels Alcina kam im Jahre 2009 zur Aufführung gebracht.
Das Markgräfliche Opernhaus war bis 2009 Haupt-Veranstaltungsort. Hier fanden die Symphoniekonzerte, das Festival-Brass mit Bob Ross (Blechschaden) und die Oper statt. Seit der Rekonstruktion des Opernhauses werden andere markgräfliche Gebäude in Bayreuth als Veranstaltungsort genutzt. So spielte das Symphonieorchester 2011 erstmals in der Ordenskirche St. Georgen. Weiterhin gibt es Passionsmusik in der Stadt- und Spitalkirche Bayreuth, kammermusikalische Konzerte im Rokoko-Saal bei Steingraeber & Söhne, Orgelkonzerte in der Schlosskirche und Jazz- und Salonorchester-Events in Bayreuth.
Intendant des Festivals ist  Ulrich Schubert. Verwaltungssitz der Kultur- und Sozialstiftung Internationale Junge Orchesterakademie (IJOA), die als Trägerin des Bayreuther Osterfestivals fungiert, ist das Musikzentrum Pleystein / Oberpfalz. Weiterhin gibt es Büros in Bayreuth und Jena. Schubert ist außerdem Vorstandsvorsitzender der Stiftung. Stellvertreter des Vorstands ist Ulrich Jörs, ein weiteres Vorstandsmitglieder ist Ehrenfried Lachmann. 2007 hat die Stiftung ein Kuratorium ins Leben gerufen. Das Kuratorium vereint Persönlichkeiten aus Politik, Wirtschaft und öffentlichem Leben. Mitglieder sind Katharina Wagner, Dagmar Wöhrl, Peter Hahne, Claus Hipp, Markus Söder und Thomas Hacker.
Neben dem Bayreuther Osterfestival und dem Osterfestival Nördliche Oberpfalz veranstaltet die Stiftung Internationale Junge Orchesterakademie außerdem Gastspiele in Selb und in Jena.
Von 2004 bis 2011 war Miguel Gómez Martínez Dirigent des Symphonieorchesters. 2010 und 2012 dirigierte Bob Ross (Blechschaden) das Festival Brass. 2013 übernahm Matthias Foremny das Dirigat. In den Jahren 2014 und 2015 stand Simon Gaudenz am Dirigentenpult. Eine weitere pädagogische Säule in der Struktur der Stiftung zur Förderung des musikalischen Nachwuchses sind die Internationalen Meisterkurse, in denen gezielt Mangel-Instrumentalisten der Orchesterakademie, wie z. B. Kontrabassisten, gefördert werden.
Spenden und die Einnahmen der Benefiz-CD-Verkäufe werden zugunsten krebs- und schwerstkranker Kinder im Klinikum Bayreuth eingesetzt.
Die aktuellen Hauptsponsoren des Bayreuther Osterfestivals sind die Motor Nützel Gruppe Bayreuth, die Textilreinigung WILD GmbH, die Stadt Bayreuth, die Oberfrankenstiftung sowie die Jenoptik AG.
Um das Festival publik zu machen, wurden Medienpartnerschaften mit Radio Mainwelle, Nordbayerischer Kurier, TMT Multimedia-Productions, Bayerischer Rundfunk Studio Franken, BR-Klassik Crescendo, Deutschlandradio Kultur und dem Müller Verlag geschlossen.
Bisher konnten durch die Benefiz-Konzerte des Bayreuther Osterfestivals rund 1.000.000 Euro an die Kinderklinik in Bayreuth und andere Einrichtungen zur Unterstützung von krebs- und schwerstkranken Kindern übergeben werden.
Nach den Jubiläumsjahren Franz Liszt (2011) und Richard Wagners (2013) stellt das große Symphonieorchester der IJOA 2016 den oberpfälzer Komponist Max Reger in den Mittelpunkt. In seinem 100. Todesjahr werden seine Ballett-Suite op. 130 und von ihm für Orchester arrangierte Schubertlieder aufgeführt. Abgerundet wird das Symphoniekonzert mit Johannes Brahms 4. Symphonie.

## Bisher gespielter Werke (Auswahl)
- Mahler Symphonie Nr. 1, 4, 5 & 10
- Mahler Symphonie Nr. 2 (Erstaufführung Bayreuth)
- Mahler Lieder
- Bruckner Symphonie Nr. 3
- Bruckner Symphonie Nr. 4
- Bruckner Symphonie Nr. 6
- Bruckner Symphonie Nr. 7
- Bruckner Symphonie Nr. 8
- Bruckner Symphonie Nr. 9
- Brahms Symphonie Nr. 2
- Salieri „Prima la musica“
- Beethoven Symphonie Nr. 7
- Tschaikowsky Symphonien 4, 5 & 6
- Dvorak Symphonien 8 & 9
- Bruch Violinkonzert
- Mendelssohn Violinkonzert
- Wagner Vorspiele und Ouvertüren zu Parsifal
- Wagner Ouvertüre zu Tannhäuser
- Wagner Parsifal-Suite
- Lohengrin
- Tannhäuser & Fliegender Holländer
- Grieg Holberg-Suite
- Vivaldi Vier Jahreszeiten
- Mozart Violinkonzert A-Dur
- Mozart Hornkonzert Es-Dur
- Bach Brandenburgische Konzerte
- Bach Violinkonzert a-Moll
- Liszt Klavierkonzert Nr. 1
- Schumann Symphonie Nr. 4
- Schubert Symphonie Nr. 8 „die Unvollendete“

## CD-Einspielungen
19 Klassik-CDs und eine populäre CD (Jazz & Salonorchester) (8 in Koproduktion mit dem Bayerischen Rundfunk)